# Brian Bolland

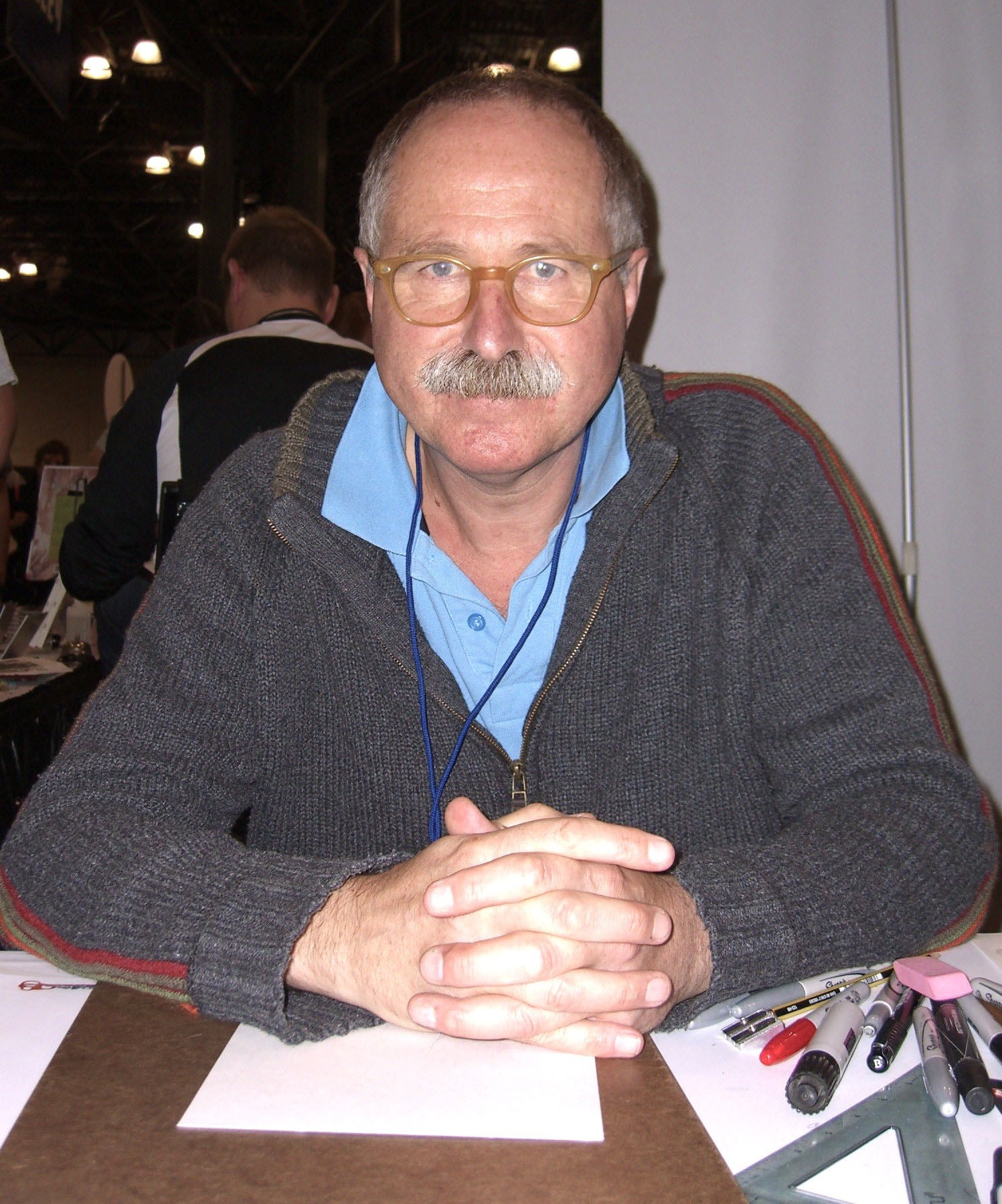
Brian Bolland (2010)

Brian Bolland (* 26. März 1951 in Lincolnshire) ist ein britischer Comic-Künstler.

## Leben und Arbeit
Bolland begann bereits im Alter von zehn Jahren sich zeichnerisch zu betätigen, beeinflusst durch Comichefte der Verlage Dell Comics und DC. Als Jugendlicher besuchte er die Kunstschule und legte während dieser Zeit erste Arbeiten für Untergrundmagazine wie Friendz, International Times und OZ and Time Out vor. Sein charakteristischer Stil, der vor allem durch seine saubere Linienführung, seine Detailverliebtheit und die naturalistisch-authentische, photographieähnliche Ausstrahlung seiner Bilder gekennzeichnet ist, prägte er bereits in dieser Zeit aus.
Nachdem Bolland einige Fanzines herausgebracht hatte, bekam er 1971 vom Magazin Time Out den ersten bezahlten Auftrag für eine Illustration. Auf Empfehlung des Zeichners Dave Gibbons wurde er 1972 in die Klientel der Kunstagentur Bardon Press Features aufgenommen, die ihm erste Arbeiten vermittelte. 1977 verschaffte Bardon Bolland feste Engagements bei dem Verlag IPC an dessen wöchentlich erscheinender Zeitschrift 2000 AD er fortan (ab #41) mitwirkte. Dabei zeichnete er überwiegend Geschichten um den in einer dystopischen Zukunft lebenden Polizisten Judge Dredd.
Ab 1979 begann Bolland für den US-amerikanischen Verlag DC-Comics zu arbeiten, für den er seither vor allem Titelblätter von Comicheften- und Sammelbänden sowie Poster illustriert hat, so etwa für die Serien The Flash, Superman, Green Lantern, Wonder Woman und Batman: Gotham Knights. Für 2000AD zeichnete er in den 1990er Jahren zudem einige Geschichten um die in einer postapokalyptischen Zukunft lebende Abenteurerin Tank Girl.
Zu den Serien, die Bolland gestaltet hat, zählen unter anderem die zwölfteilige von Mike W. Barr verfasste Miniserie Camelot 3000 aus dem Jahr 1982, die umweltaktivistische Serie Animalman, sowie Alan Moores Graphikroman The Killing Joke von 1988. Gemeinsam mit Grant Morrison legte Bolland die Independent-Serie The Invisibles vor und mit Bolland Strips!, einer Reihe selbstverfasster Comicstrips, versuchte er sich erstmals als Autor.